# Điện trở mặt
Điện trở mặt (sheet resistance) là một đại lượng vật lý biểu diễn cho điện trở của mặt mỏng có độ dày đồng nhất, ví dụ như chất bán dẫn sau khi đã được kích thích tạp chất (doping) như silicon, poly-silicon. Đại lượng điện trở mặt này được dùng khi đo điện trở của những tấm bán dẫn trước khi được cấy (hình thành) các lớp mỏng kim loại lên trên. Đơn vị của điện trở mặt là Ω/□(ohm/square).

Trong chất bán dẫn 3 chiều thông thường, điện trở có thể viết như sau:
{\displaystyle R=\rho {\frac {L}{A}}=\rho {\frac {L}{Wt}}}